# Vota la voce 1986
La 14ª edizione di Vota la voce è andata in onda su Canale 5 da Piazza Maggiore a Bologna in due serate il 18 e il 19 settembre del 1986.
Conduttori furono Claudio Cecchetto e Roberta Capua.
Vincitori dell'edizione furono: Eros Ramazzotti (miglior cantante maschile), Loredana Bertè (miglior cantante femminile), Pooh (miglior gruppo), Mango, Spagna e Lena Biolcati (ex aequo miglior rivelazione), Tracy Spencer e Rod Stewart (ex aequo miglior cantante straniero).

## Cantanti partecipanti
- Miguel Bosé - Living on the Wire
- Zucchero Fornaciari - Rispetto
- Spagna - Easy Lady
- Doctor and the Medics - Spirit in the Sky
- Pooh - Anni senza fiato
- Tracy Spencer - Run to Me
- Rod Stewart - Love Touch e Every Beat of My Heart
- Fabio Concato - Tornando a casa
- Nik Kershaw - Nobody Knows
- Den Harrow - Charleston
- Eros Ramazzotti - Un cuore con le ali
- Picnic at the Whitehouse - East River
- Mango - Odissea
- Loredana Bertè - Fotografando
- Giuni Russo - Alghero
- Baltimora - Juke Box Boy
- Righeira - I Wanna Be Punk
- Tom Hooker - Looking for Love
- Lena Biolcati - Salvati la vita con me
- Kissing the Pink - Never Too Late
- Renzo Arbore - Vecchia mutanda
- Gianna Nannini - Bello e impossibile
- Taffy - Once More
- Tony Esposito - Stella
- Sigue Sigue Sputnik - Twenty Century Boy
- Rossana Casale - La via dei misteri
- Marco Ferradini - Strada di fuoco
- Lucio Dalla - Se io fossi un angelo
- Limahl - Love in Your Eyes
- Steve Rogers Band - Ok sì
- Valerie Dore - Lancelot
- Enzo Avitabile - Soul Express
- Lene Lovich - Natural Beauty
- Renato Zero - Strade su strade
- Fiorella Mannoia - Nell'etereo mondo dei fiordalisi
- Hollywood Beyond - What's the Colour of Money
- Eddy Huntington - U.S.S.R.
- Enrico Ruggeri - Je t'aime
- Andrea Mingardi - Ti troverò
- Tullio De Piscopo - Dies irae
- Antonello Venditti - Questa insostenibile leggerezza dell'essere